# Focke-Wulf Fw 187
Focke-Wulf Fw 187 Falke ("Chim cắt") là một loại máy bay của Đức quốc xã, được phát triển vào cuối thập niên 1930. Loại máy bay này do Kurt Tank thiết kế.

## Tính năng kỹ chiến thuật (Fw 187 A-0)
Đặc điểm tổng quát
- Kíp lái: 2
- Chiều dài: 11,12 m (36 ft 6 in)
- Sải cánh: 15,30 m (50 ft 2 ⅓ in)
- Chiều cao: 3,85 m (12 ft 7 ⅔ in)
- Diện tích cánh: 30,40 m² (327,22 ft²)
- Trọng lượng rỗng: 3.700 kg (8.157 lb)
- Trọng lượng có tải: 5.000 kg (11.023 lb)
- Động cơ: 2 × Junkers Jumo 210G, 515 kW (700 PS)  mỗi chiếc

 Hiệu suất bay 
- Vận tốc cực đại: 529 km/h trên độ cao 4.200 m (329 mph trên độ cao 13.780 ft)
- Trần bay: 10.000 m (32.810 ft)
- Vận tốc lên cao: 1.050 m/phút (3.445 ft/phút)
- Tải trên cánh: 164,14 kg/m² (33,62 lb/ft²)

Trang bị vũ khí

- 4 × súng máy MG 17 7,92 mm (.312 in)
- 2 × Pháo MG FF 20 mm